# 国立病院機構小諸高原病院
独立行政法人国立病院機構小諸高原病院（どくりつぎょうせいほうじんこくりつびょういんきこうこもろこうげんびょういん、英語: National hospital organization Komoro kogen hospital）は、長野県小諸市にある医療機関である。

## 概要
独立行政法人国立病院機構が運営する精神科などを診療科とする病院である。旧国立小諸療養所である。急性期医療を中心とする精神科医療、発達障害に対する医療、認知症医療、重症心身障害（者）に対する医療、医療観察法による医療を行なっている。また、重度認知症デイケア、精神科デイケアを併設する。家族教室を開催している。不定期に開店する喫茶店がある。年に1回病院祭がある。包括的暴力防止プログラム (CVPPP) の研修会を開催している。

## 診療科
- 精神科[1]
- 内科[1]
- 小児科[1]

## 医局
医師の数は14人である。

## コメディカル
薬剤師、看護師、准看護師、看護助手、心理療法士、作業療法士、栄養士などが関わっている。入院後のサポートは精神保健福祉士が担当する。

## 施設

### 病棟
- 外来診察室
- 第1病棟（急性期病棟）
- 第2上下病棟（慢性期病棟）
- 第3病棟（慢性・社会復帰期病棟）
- 第6病棟（認知症病棟）
- 第7東西病棟（重症心身障がい児（者）病棟）
- 第8病棟（医療観察法病棟）
- 療育訓練棟
- デイケア棟

### その他施設
- 売店
- 給食棟
- 汽缶棟
- 霊安室
- 体育館
- 保育所
- 野球場
- 野外音楽堂
- あづま屋

## 沿革
- 1943年 - 陸軍結核治療研究機関として建物が落成。
- 1944年 - 陸軍軍医学校小諸診療所を開所、結核患者を収容した。
- 1945年 - 陸軍解体により厚生省へ移管され、12月1日に国立東京第一病院小諸分院となる。
- 1950年 - 4月1日、国立小諸療養所に改称した。同日、国立長野療養所菱野分院（北佐久郡大里村）を国立小諸療養所分院菱野療養所に組織再編した。
- 1956年 - 3月1日、分院菱野療養所を閉鎖し、小諸療養所へ統合。
- 1963年 - 4月1日、精神療養所に転換。
- 1977年 - 7月1日、重症児病棟を併設。
- 1995年 - 4月1日、老人性痴呆疾患治療病棟を開設。
- 2001年 - 厚生労働省へ移管。
- 2004年 - 独立行政法人国立病院機構に移行し、小諸高原病院と改称。
- 2007年 - 1月、医療観察法病棟が完成。

## 指定・認定
- 医療観察法に基づく指定入院医療機関

## 理念
- 1.地域との潤った連携をはかり、国立病院機構全体からもつねに、最新の情報を得て臨床に生かしていきます。
- 2.診療内容について患者さんやご家族の御指摘には、職場全体で耳を傾け、よりよい内容にしていくよう努力します。

## インシデント
2018年6月12日、患者5名の氏名、性別、生年月日、連絡先、病名、既往歴等の個人情報が記録されたUSBメモリを紛失した。

## 財務
2015年3月末日時点で資産20.8億円、負債13.6億円、純資産7.2億円、2014年度の損益は経常収入25.0億円、経常利益1.1億円、当期純利益1.1億円であった。

## 交通アクセス
- 病院公式サイト「交通のご案内」参照。

## 近隣施設

### 近隣の精神科病院
- 佐久総合病院 - 佐久市にある総合病院
- 千曲荘病院 - 上田市にある精神科病院